# 胞子体
胞子体（ほうしたい、英: Sporophyte）または造胞体（ぞうほうたい）とは、世代交代を行う植物、藻類もしくは菌類などで複相（二倍体）、すなわち相同染色体を2組持つ世代もしくは多細胞体をいう。対義語は配偶体。

## 生活環の上での位置
胞子体は減数分裂により単相（半数体）の胞子を作る。これが細胞分裂して配偶体ができ、配偶体は配偶子を形成する。雌雄の配偶子が融合して複相の接合子となり、これが細胞分裂を繰り返して多細胞の胞子体を形成する。

## 性別
本来の性別は、異形配偶子を形成することに関連するもので、配偶子を作る配偶体に見られる。したがって、胞子を作る胞子体には性別は存在しないのが普通である。世代交代において胞子体を無性世代と呼ぶことがあるのはこのためである。
しかし、シダ植物の一部（水生シダ類など）には大胞子と小胞子という二種の胞子を作るものがあり、前者からは雌性配偶子が、後者からは雄性配偶子が生じる。つまり、胞子の段階で雌雄の区別があることになる。現世のシダ類ではこれらを同一個体の上につけるが、もし別個体の上に生じれば、それらを雌株と雄株と呼んでいいだろう。つまり、ここに性別が判別できる。種子植物における雌雄異株はこれに基づく。

## 具体例
種子植物では、肉眼で見える植物体（栄養体）が胞子体である。配偶体は胚珠内の胚嚢、および花粉で、顕微鏡レベルの大きさに退化し胞子体に寄生している。
シダ植物においても、植物体としては胞子体であり、配偶体（前葉体）は微小で目立たない。シダ植物の胞子は多くの種で雌雄の区別がない（同型胞子）が、イワヒバ科や水生シダの一部では雌雄の区別があり（異型胞子）、これらからできる前葉体は配偶子として卵子と精子のそれぞれ一方だけを作る。
コケ植物では、配偶体が栄養体である。配偶体の上に形成される柄のついた胞子嚢（「さく」または通称「苔の花」と呼ばれる）が胞子体で、これは配偶体に寄生して胞子を作るだけである。
多細胞藻類（緑藻・褐藻・紅藻）の多くでは胞子体の方が大型になるが、ほとんど同じ大きさになるものもある。

## 大きさの違いに関して
上記から分かるように、胞子体が配偶体より大きい例が多い。ただしこれは必ずしもそうではなく、コケ植物のように明らかに胞子体の方が小さいものもある。
ところで、シダ植物とコケ植物はごく系統が近いか、共通の祖先を持っていると考えられ、それぞれ配偶体と胞子体のどちらかが発達したものであるが、明らかにシダ植物の方が大きくて複雑である。このようなことから、複相であることが栄養体の大型化、複雑化に一定の意味を持つとの議論がある。